# 継母の連れ子が元カノだった
『継母の連れ子が元カノだった』（ままははのつれごがもとカノだった）は、紙城境介による日本のライトノベルおよびそれを原作とするメディアミックス作品。イラストは、たかやKiが担当している。2017年8月7日より「カクヨム」にて連載開始し、2018年12月から同社の角川スニーカー文庫により書籍化されている。略称は「連れカノ」。2024年10月時点で電子版を含めた全世界関連シリーズの累計部数は130万部を突破している。

## あらすじ
中学校2年生の夏、綾井結女は同じ中学校の同級生である伊理戸水斗に告白をし、2人は交際を始めた。2人は始めのうちは、カップルとして仲良く過ごすが、些細な行き違いからお互いのことを疎むようになり、中学校からの卒業を機に別れることになる。
しかし、その2週間後にともに片親であった水斗の父と結女の母が再婚をし、水斗と結女は同じ伊理戸の姓を持つ義理のきょうだいとなって、同じ家の中での生活を始める。付き合っていた頃のわだかまりが解けずにいつもいがみ合いつつも、水斗と結女は両親の新婚生活に気を遣い、カップルであったことを隠してただの義理のきょうだいとして接していくことにする。
そして、同じ高校に進学してクラスも同じになった2人は、そこで水斗と結女を恋愛関係に発展させようとする川波小暮、結女に一方的で過剰な愛情を抱く南暁月、水斗に初恋をする東頭いさなの3人の同級生と出会い、仲良くなる。その後、小暮と暁月が中学生の頃に付き合っていたことが分かったり、いさなが水斗に告白しフラれたりするなど、5人の関係性は恋愛的要素の交錯した複雑なものとなっていく。
そんな中で、伊理戸家は家族4人で水斗の父親の地元への帰省をし、そこで結女は付き合っていた頃にも知り得なかった水斗の過去や彼の思いを知ることになる。そして自分の水斗への想いが尽きていなかったことを自覚し、過去の水斗との恋愛関係と決別して、伊理戸結女として改めて水斗との交際を目指すことを決意する。

## 登場人物

### メインキャラクター
声の項は特記が無い限りテレビアニメ版の声優。
伊理戸 水斗（いりど みずと）
声 - 下野紘 / 上村祐翔（ドラマCD）
本作の主人公。1年7組→2年7組。誕生日は11月3日午前11時34分頃。
常に学年トップの座を争っている優等生であり、全国模試は2桁台（京都大学を狙えるレベル）。得意科目は現国。幼少期から読書を好み、ジャンルを問わずに網羅している濫読派。
中学時代の約1年半、結女と交際関係にあった。些細なすれ違いで卒業時に別れるが、その直後に互いの親が再婚して義姉弟となる。
クールで屈託のない性格。結女に対しては小馬鹿にするシーンが多いものの、基本的にフォローへ回るなど面倒見がいい。
物心がつく前に実母・河奈を亡くしており、長らく父子家庭で育ってきた。その経緯ゆえに周りから同情されるたび困惑気味。
原作者である紙城境介は「引っ込み思案かつ物静かな人たちが内心でやりたいと思っていることをやってくれる、『陰キャ界のヒーロー』を目指して書いた」と述べている。
伊理戸 結女（いりど ゆめ）
声 - 日高里菜 / 古賀葵（ドラマCD）
本作のメインヒロイン。1年7組→2年7組、生徒会書記。誕生日は11月3日午前11時4分頃。身長158cm。
水斗と学年トップの座を争っており、全国模試も同じく2桁台。得意科目は数学。趣味もまた読書（主に推理小説）。
長らく母子家庭で育ってきたが、家事全般のスキルは低い。出生時は父方である「慶光院」姓だったが、離婚後に母方である「綾井」姓となった。
中学時代は人見知りであり、友達も少ない陰キャだった。進学後は高校デビューを果たし、才色兼備な優等生という地位を確立。
物語序盤はとにかく水斗に対し、何かと反発するような態度を取っていた。紆余曲折を経ていく中で想いを再確認し、態度がだんだんと軟化していく。帰省編からは積極的になり、大胆な行動をしばしば取るようになった。
『このライトノベルがすごい！』女性キャラクター部門では2021年版で8位を獲得している。

### 私立洛楼高校
京都府にある進学校。府内有数の偏差値を誇り、有名大学出身者を多数輩出している。

#### クラスメイト
川波 小暮（かわなみ こぐれ）
声 - 岡本信彦/ 畠中祐（ドラマCD）
水斗の友人。1年7組→2年7組。
やや軽薄ながら明るい性格。処世術に長けており、周りにすぐ馴染めることが可能。学業不振で常に赤点レベル。
幼馴染である暁月とは、同じマンションかつ隣室に住んでいる。小学生時代に付き合っていた過去があり、当時は彼女のことを「あーちゃん」と呼んでいた。しかし、暁月の行き過ぎた愛情によりストレスで胃に穴が開き、それが原因で別れた経緯がある。
現在でも女性から恋愛めいた感情を受けると、蕁麻疹が出るアレルギー発作を患っている。その反面、他人の恋愛事情によく口出しする（自称：恋愛ROM専）。
いさなとは折り合いが悪く、水斗に付きまとうチャラ男のストーカーだと思われている。
南 暁月（みなみ あかつき）
声 - 長谷川育美 / 高田憂希（ドラマCD）
結女の友人。1年7組→2年7組。
小暮と同じく明るい性格だが、好きな相手には度の過ぎた行動を取ってしまう。高校進学後は結女のことを気に入り、「義姉妹になれる」という理由の元、水斗に対して結婚前提の交際を申し入れたこともある。
東頭 いさな（ひがしら いさな）
声 - 富田美憂/ 花守ゆみり（ドラマCD）
本作のヒロインの1人。1年3組→2年7組。ラノベが好きなオタク気質の少女で、友達が少ない。
ラノベという共通の趣味から水斗と意気投合し、放課後を一緒に図書館で過ごすようになる。そんな中で水斗に初恋をして、結女と暁月の協力のもと水斗に告白するが、フラれてしまう。しかし、落ち込んでいたところを水斗に慰められ、すぐに気持ちを切り替え恋心を抱きながらも今後は水斗の親友として過ごしていくことを決める。
趣味は読書（ライトノベル）、イラスト作成（キャラクター模写）。基本的にインドア派であり、旅行などの経験が乏しい。
小暮とはウマが合わず、水斗と結女の仲を切り裂こうとする詐欺師と思われている。
紙城はいさなについて、サブカルが好きな人であれば絶対に嫌いにはならないであろうキャラクターを意識して書いたという。
坂水 麻希（さかみず まき）
声 - 村上まなつ
結女の友人。女子バスケットボール部所属。
ショートヘアで背が高く、サバサバした姉御肌。
金井 奈須華（かない なすか）
声 - 守屋亨香
結女の友人。競技かるた部所属。
ボブカットで半開きの目が特徴（結女曰く「眠そうな顔つき」）。第5巻から先輩部員の彼氏ができる。
木根（きね）
茶道部。
西村（にしむら）
小暮の女友達。暁月がヤキモチを妬いている。
吉野 弥子（よしの やこ）
見た目はギャルで制服を着崩している。成績が良い。

#### 生徒会
紅 鈴理（くれない すずり）
副会長→生徒会長・文化祭実行委員長、2年7組→3年。一人称は「ぼく」。コスプレが趣味。
洛楼高校が始まって以来の天才少女と呼ばれている。京大、東大ともにA判定と学力面はずば抜けて高い。カリスマ性で、3年生をも従わせるなど小柄ではあるが、存在感があり意外にもフレンドリーなところもある。
神戸旅行編では、結女に水斗を誘うならと「黒猫のコスプレ」、愛沙にはチャイナ服とメイド服を合わせた「チャイナメイド服」をそれぞれに貸した。
同じ生徒会メンバーの羽場丈児に恋している。また、普段は真面目だが丈児を前にするとかなり大胆になる。
名前の由来は、とある海外の有名作家からきている。
亜霜 愛沙（あそう あいさ）
副会長、2年→3年。身長168cm。4歳下の妹がいる。
ニックネームをつける癖があり、鈴理のことを「すずりん」、蘭のことを「らんらん」、結女のことを「ゆめち」と呼ぶ。遠導に気があり、毎度からかったりしている。
原作7巻では、結女が水斗の気を引くためにと自身の個性になっている「小悪魔ムーブ」について助言した。神戸旅行編で遠導に告白をするもフラれたが、本音で話し合いたいと言った結果付き合うことになった。生徒会の女子メンバーはカップ数を盛っていることを知っているが遠導には伝えておらず悩んでいる。
服装は地雷系で子供っぽい。
羽場 丈児（はば じょうじ）
会計、2年→3年。1月5日生まれ。星辺の卒業後、唯一の男子メンバー。
かなり影が薄く背景に同化しているが、鈴理にはすぐに見つかる。文化祭では、水斗が考えた「トラブル防止システム」の制作に関わった。鈴理からは「ジョー」と呼ばれている。
人間観察能力が抜群で、神戸旅行編では、初めて会う小暮と暁月、以前少しだけ関りがあった水斗、結女「きょうだい」と、いさなの関係性を見事に的中させるほど。
鈴理の好意は気付いているものの自分にはふさわしくないと言い聞かせておりかなりの奥手。
名前の由来は、鈴理と同じくとある海外の有名作家からきている。
明日葉院 蘭（あすはいん らん）
庶務、1年→2年。結女、水斗に次ぐ優等生。
ヘアピンで留めたショートヘア、トランジスターグラマー体型が特徴。本人曰く「男子が苦手」。
星辺 遠導（ほしべ とうどう）
元生徒会長、3年→卒業。身長187cm。8月生まれ。
長髪で目つきが鋭く、一見するとヤンキー風の出で立ち。実は成績優秀者であり、大学進学は推薦で決まっている。鈴里と同じくコスプレが趣味。後輩の面倒見がよい。
元々はバスケ部であったが、練習中に左肩を壊してしまい、そのまま引退している。
愛沙に告白されるも恋人としてふさわしくないと断る。その後再び愛沙にアタックされ本音で話し合い付き合うことになった。

### 親族
伊理戸 峰秋（いりど みねあき）
声 - 興津和幸
水斗の実父。いわゆる仕事人間であり、家を空けている描写が目立つ。
伊理戸 由仁（いりど ゆに）
声 - 茅野愛衣
結女の実母。歳不相応に若々しい外見。
共働きで同じく家を空けがちなものの、峰秋よりも出番がやや多い。
慶光院 涼成（けいこういん りょうせい）
結女の実父。ゲームクリエイター。大学卒業後はソーシャルゲーム会社を立ち上げ、ディレクターやプロデューサー、取締役を兼任していた。現在は本業の傍ら、芸術大学の講師も行っている。
他者のポテンシャルを見抜く洞察力に長けており、いさなが描いたイラストを見ると「ワクワクする絵」と答えた。
伊理戸 河奈（いりど かな）
水斗の実母。故人で生まれつき身体が弱く、水斗がまだ幼い頃にこの世を去る。
伊理戸 夏目（いりど なつめ）
声 - 吉田美保
水斗の祖母。旧姓は種里。
種里 円香（たねさと まどか）
声 - 日笠陽子
水斗の再従姉。大学生。コミュニケーション力が高く、初対面の人とも距離を詰めることができる。
水斗と結女が峰秋の実家に帰省していたのと同時に帰省する。結女との会話から結女が水斗に好意を抱いていることに気づき、結女に水斗と話す機会を与えるなど結女の恋の悩みに対する助け船を出している。文化祭編では、コスプレ喫茶をするために大学に訪れた、水斗と結女に衣装を貸し出した。
種里 竹馬（たねさと ちくま）
声 - 佐藤日向
水斗の再従弟であり、円香の弟。小学生であり、姉とは一回り近く歳が離れている。
内向的で人見知りが激しく、帰省中ずっとゲームをしていた。結女に何度も話しかけられるうちに、結女も以前人見知りだったと知り、連絡先を交換するほどに仲良くなり、最終的には結女のことが好きになる。
種里 候介（たねさと こうすけ）
水斗の曾祖父。故人。シベリア抑留経験者。
無口かつ妙に頑固な性格であり、水斗と同じく本の虫だった。
東頭 凪虎（ひがしら なとら）
いさなの母。豪快かつワイルドな性格。
スレンダーで背が高く、水斗曰く「宝塚にいそうな人」。水斗と初めて会った時は「婿入りしてくれ」や、いさなの学力向上のために「家庭教師になってくれ。バイト代が足らなければいさなが体で払う。」など突飛なセリフが目立つ。

## 作風
別れて終わったはずの学生カップル。そんな2人が意外なペルソナをそれぞれ持って再会し、異なる視点から始まる物語。
原作者である紙城は、喧嘩するカップルについて次の通りに評している。前者は付き合ってはいるが、障害によってくっつくことができない「ロミオとジュリエット型」。後者は反りが合わないが、何かしらの事情により一緒にいなければならない「ニセコイ型」があるという自説を持ち、本作は後者だとしている。反りが合わない理由については2人が元カップルだから、一緒にいなければならない理由は義理のきょうだいだからだと設定した。
作中では水斗・結女それぞれの視点からストーリー展開し、細かな心理状態が描かれている。これは、紙城の好きなラブコメは漫画に多いが、漫画ではヒロイン視点で描かれる話も多く、紙城自身がラブコメはヒロインの視点で描く方が面白いのではないかと考えていることから。
水斗はライトミステリー肯定派であり、結女は本格ミステリー派であるなど、本作のキャラクターには読書家が多い。これについて紙城は、単純に書きやすかったという理由のほか、ライトノベルはどちらかといえばマニアックなものだという印象で、作品にもサブカルっぽさを出したかったという理由や、大枠は共通しているが細かい部分でズレている「何か」を的確に表現したかったという理由を挙げている。
紙城は、SNSなどのデジタルの産物は、流行り廃りが激しいため、書籍版では極力時事ネタを避けるようにしている。
一部のメインキャラクターの苗字は実在の有名作家の苗字に由来する。水斗と結女の名前は「水と油」に由来する。

## 制作背景
本作は、「転生ごときで逃げられるとでも、兄さん?」を執筆しているうちにもっと気楽で明るい話を書きたいと精神を回復する目的で書き始めた。
投稿された当初は1話完結の短編のつもりで突発的に執筆された作品だったが、紙城の想定以上に読者に受け入れられたため、結果的に執筆し続けることとなった。

## 賞歴・ノミネート歴
| 発表年 | 賞                                            | 部門                   | 対象                                                   | 結果 |
| ------ | --------------------------------------------- | ---------------------- | ------------------------------------------------------ | ---- |
| 2018年 | ラノベニュースオンラインアワード 2018年12月刊 | 総合                   | 継母の連れ子が元カノだった 昔の恋が終わってくれない    | 選出 |
| 2018年 | ラノベニュースオンラインアワード 2018年12月刊 | 萌えた                 | 継母の連れ子が元カノだった 昔の恋が終わってくれない    | 選出 |
| 2018年 | ラノベニュースオンラインアワード 2018年12月刊 | 新作総合               | 継母の連れ子が元カノだった 昔の恋が終わってくれない    | 選出 |
| 2018年 | ラノベニュースオンラインアワード 2018年12月刊 | 新作                   | 継母の連れ子が元カノだった 昔の恋が終わってくれない    | 選出 |
| 2018年 | 第3回カクヨムWeb小説コンテスト                | ラブコメ               | 継母の連れ子が元カノだった 昔の恋が終わってくれない    | 大賞 |
| 2019年 | 次のヒット作はこれだ！ 新作ラノベ総選挙2019   | 文庫                   | 継母の連れ子が元カノだった                             | 8位  |
| 2020年 | このライトノベルがすごい!2020                 | 新作                   | 継母の連れ子が元カノだった                             | 3位  |
| 2020年 | このライトノベルがすごい!2020                 | 文庫・総合             | 継母の連れ子が元カノだった                             | 7位  |
| 2020年 | 読書メーター OF THE YEAR 2020                 | ライトノベルランキング | 継母の連れ子が元カノだった4 ファースト・キスが布告する | 10位 |
| 2021年 | このライトノベルがすごい！2021                | 文庫・総合             | 継母の連れ子が元カノだった                             | 5位  |
| 2021年 | ラノベニュースオンラインアワード 2021年8月刊  | 総合                   | 継母の連れ子が元カノだった7 もう少しこのままで         | 選出 |
| 2021年 | ラノベニュースオンラインアワード 2021年8月刊  | 萌えた                 | 継母の連れ子が元カノだった7 もう少しこのままで         | 選出 |
| 2022年 | このライトノベルがすごい！2022                | 文庫                   | 継母の連れ子が元カノだった                             | 11位 |
| 2022年 | ラノベニュースオンラインアワード 2022年7月刊  | 萌えた                 | 継母の連れ子が元カノだった9 プロポーズじゃ物足りない   | 選出 |

## 既刊一覧

### 小説
- 紙城境介（著）・たかやKi（イラスト）、KADOKAWA〈角川スニーカー文庫〉、既刊12巻（2024年11月1日現在）
  - 『継母の連れ子が元カノだった 昔の恋が終わってくれない』、2018年12月1日初版発行（同日発売[25]）、ISBN 978-4-04-107684-2
  - 『継母の連れ子が元カノだった たとえ恋人じゃなくたって』、2019年5月1日初版発行（同日発売[26]）、ISBN 978-4-04-108255-3
  - 『継母の連れ子が元カノだった 幼馴染みはやめておけ』、2019年12月1日初版発行（同日発売[27]）、ISBN 978-4-04-108264-5
  - 『継母の連れ子が元カノだった ファースト・キスが布告する』、2020年4月1日初版発行（同日発売[28]）、ISBN 978-4-04-109164-7
  - 『継母の連れ子が元カノだった あなたはこの世にただ一人』、2020年9月1日初版発行（同日発売[29][6]）、ISBN 978-4-04-109165-4 / ISBN 978-4-04-109540-9（ドラマCD付き特装版）
  - 『継母の連れ子が元カノだった あのとき言えなかった六つのこと』、2021年2月1日初版発行（1月29日発売[30]）、ISBN 978-4-04-111043-0
  - 『継母の連れ子が元カノだった もう少しだけこのままで』、2021年8月1日初版発行（7月30日発売[31]）、ISBN 978-4-04-111044-7
  - 『継母の連れ子が元カノだった そろそろ本気を出してみろ』、2022年2月1日初版発行（同日発売[32]）、ISBN 978-4-04-111953-2
  - 『継母の連れ子が元カノだった プロポーズじゃ物足りない』、2022年7月1日初版発行（同日発売[33]）、ISBN 978-4-04-111954-9
  - 『継母の連れ子が元カノだった 手を伸ばせれば君がいる』、2023年4月1日初版発行（同日発売[34]）、ISBN 978-4-04-113458-0
  - 『継母の連れ子が元カノだった どうせあなたはわからない』、2023年12月1日初版発行（同日発売[35]）、ISBN 978-4-04-114276-9
  - 『継母の連れ子が元カノだった 男なんて一人しかいない』、2024年11月1日発売[36]、ISBN 978-4-04-115070-2

### 漫画
2019年4月26日よりニコニコ漫画内の『ドラドラしゃーぷ＃』にて連載が開始され、2020年9月3日より『ドラドラふらっと♭』に移籍して連載中。
- 草壁レイ（作画）・紙城境介（原作）・たかやKi（キャラクター原案）『継母の連れ子が元カノだった』KADOKAWA〈ドラゴンコミックスエイジ〉、既刊10巻（2025年7月9日現在）
  1. 2019年12月9日初版発行（同日発売[39]）、ISBN 978-4-04-073393-7
  2. 2020年7月9日初版発行（同日発売[40]）、ISBN 978-4-04-073715-7
  3. 2021年5月8日初版発行（同日発売[41]）、ISBN 978-4-04-074057-7
  4. 2022年5月9日初版発行（同日発売[42]）、ISBN 978-4-04-074461-2
  5. 2022年12月9日初版発行（同日発売[43]）、ISBN 978-4-04-074782-8
  6. 2023年7月7日初版発行（同日発売[44]）、ISBN 978-4-04-075054-5
  7. 2024年1月9日初版発行（同日発売[45]）、ISBN 978-4-04-075273-0
  8. 2024年7月9日発売[46]、ISBN 978-4-04-075524-3
  9. 2025年1月9日発売[47]、ISBN 978-4-04-075750-6
  10. 2025年7月9日発売[48]、ISBN 978-4-04-075916-6

## テレビアニメ
2021年7月にアニメ化企画進行中であることが、2022年1月にテレビアニメ化がそれぞれ発表され、2022年7月から9月までAT-Xほかにて放送された。

### スタッフ
- 原作 - 紙城境介[5][53]
- キャラクター原案 - たかやKi[5][53]
- 監督 - 柳伸亮[5][53]
- シリーズ構成 - 赤尾でこ[5][53]
- キャラクターデザイン - 佐藤勝行[5][53]
- アクション監修 - 和田大[54]
- プロップデザイン - 北山景子[54]
- 美術監督 - 葛琳[54]
- 美術設定 - 高橋麻穂[54]
- 色彩設計 - 鈴木ようこ[54]
- CGラインディレクター - 齋藤威志[54]
- 撮影監督 - 川田哲矢、村山琴実[54]
- 編集 - 渡邊千波[54]
- 音響監督 - 立石弥生[51][53]
- 音響制作 - ビットグルーヴプロモーション[51][53]
- 音楽 - 水谷広実[51][53]
- 音楽制作 - ポニーキャニオン、アップドリーム[51][53]
- 音楽プロデューサー - 野島鉄平[54]、山田公平[54]
- チーフプロデューサー - 川村仁[54]、万木壮[54]
- プロデューサー - 前田健太[54]、木田泰成[54]、西啓[54]、野島鉄平[54]、外川明宏[54]、岡村武真[54]、福井詔雄[54]、飯塚彩[54]、尾山仁康[54]、大森慎司[54]、小澤文啓[54]、下梶谷敦[54]、高篠秀一[54]、山田公平[54]
- プロデュース - 轟豊太、ハピネットファントム・スタジオ[51][53]
- アニメーションプロデューサー - 糀谷智司[54]
- アニメーション制作 - project No.9[5][53]
- 製作 - 連れカノ製作委員会

### 主題歌
「デネブとスピカ」
DIALOGUE+によるオープニングテーマ。作詞・作曲は田淵智也、編曲は堀江晶太。
「ふたりピノキオ」
harmoeによるエンディングテーマ。作詞は中村彼方、作曲・編曲はTomggg、KiWi。

### 各話リスト
| 話数 | サブタイトル                                                            | シナリオ   | 絵コンテ          | 演出         | 作画監督                                                 | 総作画監督        | 初放送日      |
| ---- | ----------------------------------------------------------------------- | ---------- | ----------------- | ------------ | -------------------------------------------------------- | ----------------- | ------------- |
| #1   | 元カップルは呼びたくない「そういうところが......！」                    | 赤尾でこ   | 柳伸亮            | サトウ光敏   | 新海翔斗 洪範錫 [ 注 2 ]                                 | 佐藤勝行          | 2022年 7月6日 |
| #2   | 元カップルの看病な日「三十八度って聞いたけど」                          | 杉澤悟     | 石倉敬一          | 佐土原武之   | 水野隆宏 河原久美子 森谷春樹 正木優太                    | 佐藤勝行 小川エリ | 7月13日       |
| #3   | 元カップルは白状する「変なこと、してないだろうな？」                    | 静原舞香   | サトウ光敏        | サトウ光敏   | 崔文澤 江湧                                              | -                 | 7月20日       |
| #4   | そういうのじゃない                                                      | 赤尾でこ   | 飯田薫久          | 日乃崎好行   | 森谷春樹 水野隆宏 洪範錫                                 | 小川エリ          | 7月27日       |
| #5   | 元カップルはお泊まりする「どういたしまして」                            | 赤尾でこ   | 青山弘            | かまだなつき | 河原久美子 正木優太 趙清雲 周志傑                        | 佐藤勝行          | 8月3日        |
| #6   | 元カップルは競い合う「馬鹿にしないでよっ!!」                            | 涼﨑ユウヤ | 石倉敬一          | サトウ光敏   | 水野隆宏 王家涵 蔣亮 王猛 赵青云 張梅                    | 小川エリ          | 8月10日       |
| #7   | 東頭いさなは恋を知らない                                                | 静原舞香   | 石倉敬一          | 山内東生雄   | 赵小玲 杭新华 陈峰 俞天翔 崔文澤 江湧 蔣亮 王猛 陳佳慧   | 佐藤勝行 小川エリ | 8月17日       |
| #8   | 元カップルは警戒する 「わたしはもうフラれてるんですから、大丈夫ですよ」 | 静原舞香   | Royden B          | 松本マサユキ | 森谷春樹 洪範錫 STUDIO MASSKET                           | -                 | 8月24日       |
| #9   | 若気の至り                                                              | 静原舞香   | Royden B 高橋雅之 | 佐土原武之   | 河原久美子 正木優太 ワン・オーダー                       | -                 | 8月31日       |
| #10  | 元カップルは距離感がわからない 「なんかよそよそしくなってないか？」     | 杉澤悟     | 日乃﨑好行        | 福井洋平     | 水野隆宏 森谷春樹 洪範錫 ワン・オーダー                  | 小川エリ          | 9月7日        |
| #11  | 元カップルは帰省する「よく、笑う人だったかな」                          | 赤尾でこ   | 坂田純一          | 南原玖宇     | 水野隆宏 河原久美子 洪範錫 ワン・オーダー STUDIO MASSKET | 小川エリ          | 9月14日       |
| #12  | ファースト・キスは布告する                                              | 赤尾でこ   | 石倉敬一          | サトウ光敏   | 水野隆宏 正木優太 洪範錫 Park Hye-Ran                    | 佐藤勝行          | 9月21日       |

### 放送局
| 放送期間                | 放送時間                     | 放送局   | 対象地域   | 備考                                            |
| ----------------------- | ---------------------------- | -------- | ---------- | ----------------------------------------------- |
| 2022年7月6日 - 9月21日  | 水曜 21:00 - 21:30           | AT-X     | 日本全域   | 製作参加 / CS放送 / 字幕放送 / リピート放送あり |
| 2022年7月7日 - 9月22日  | 木曜 0:00 - 0:30（水曜深夜） | TOKYO MX | 東京都     |                                                 |
| 2022年7月10日 - 9月25日 | 日曜 0:30 - 1:00（土曜深夜） | BS日テレ | 日本全域   | 製作参加 / BS放送 / 『アニメにむちゅ〜』枠      |
|                         | 日曜 3:08 - 3:38（土曜深夜） | 毎日放送 | 近畿広域圏 | 『アニメシャワー』第3部                         |
| 2022年7月13日 - 9月28日 | 水曜 0:00 - 0:30（火曜深夜） | BSフジ   | 日本全域   | 製作参加 / BS/BS4K放送 / 『アニメギルド』枠     |

| 配信開始日   | 配信時間            | 配信サイト |
| ------------ | ------------------- | --- |
| 2022年7月6日 | 水曜 21:30 - 22:00  | ABEMA |
| 2022年7月7日 | 木曜 12:00以降 更新 | Amazon Prime Video dアニメストア U-NEXT アニメ放題 J:COMオンデマンド みるプラス TELASA イッツコムオンデマンド niconico バンダイチャンネル ムービーフル/Ongenムービー ひかりTV FOD ビデオマーケット Rakuten TV Google Play / YouTube HAPPY!動画 クランクイン!ビデオ |

### BD
| 巻 | 発売日         | 収録話         | 品番      |
| -- | -------------- | -------------- | --------- |
| 1  | 2022年10月26日 | 第1話 - 第4話  | DMPXA-290 |
| 2  | 2022年11月30日 | 第5話 - 第8話  | DMPXA-291 |
| 3  | 2022年12月21日 | 第9話 - 第12話 | DMPXA-292 |

### Webラジオ
隔週でパーソナリティが変わる『連れカノラジオ〜洛楼高校放送部〜』が、2022年7月7日（水曜深夜24:30〜）よりニコニコチャンネルおよびYouTubeにて毎週配信。

## 関連企画
YouTubeのハピネットファントムにおいて、PV及び書き下ろしボイスドラマが公開された。以下は公開タイトルと配信開始日。
PV
1. TVアニメ「継母の連れ子が元カノだった」ティザーPV／2022年放送開始![63]（2022年1月27日）
2. TVアニメ「継母の連れ子が元カノだった」本PV／2022年7月放送開始![64]（2022年4月26日）
3. TVアニメ「継母の連れ子が元カノだった」本PV第2弾／2022年7月6日放送開始![65]（2022年6月26日）

ボイスドラマ
1. TVアニメ「継母の連れ子が元カノだった」紙城境介先生書き下ろしボイスドラマ第1弾「バレンタイン」[66]（2022年2月14日）
2. TVアニメ「継母の連れ子が元カノだった」紙城境介先生書き下ろしボイスドラマ第2弾「ホワイトデー」[67] （2022年3月14日）
3. TVアニメ「継母の連れ子が元カノだった」紙城境介先生書き下ろしボイスドラマ第3弾「エイプリルフール」[68]（2022年4月1日）
4. TVアニメ「継母の連れ子が元カノだった」紙城境介先生書き下ろしボイスドラマ第4弾「こどもの日」[69]（2022年5月5日）
5. TVアニメ「継母の連れ子が元カノだった」紙城境介先生書き下ろしボイスドラマ第5弾「梅雨」[70] （2022年6月6日）
6. TVアニメ「継母の連れ子が元カノだった」紙城境介先生書き下ろしボイスドラマ第6弾「七夕」 [71]（2022年7月7日）